# Тюменев, Фёдор Ильич
Фёдор Ильич Тюменев (1777—1861) — рыбинский купец и общественный деятель, трижды городской голова Рыбинска.  
Прадед литератора Ильи Тюменева, прапрадед историка Александра Тюменева. 

## Биография
Родился в Рыбинске в семье городского купца 3-й гильдии Ильи Афанасьевича Тюменева. 
Старообрядец. Торговал хлебом. Владел крупяным заводом и кирпичными жилыми домами в Рыбинске и Петербурге, мукомольными мельницами в Олонецкой губернии. Держал восемь лавок в Мучном и Красном гостиных дворах Рыбинска. 
Городским головой избирался в 1821-1824, 1827-1830 и 1833-1838 годах. Первым в Рыбинске Тюменев удостоен звания потомственного почетного гражданина. За выдающиеся заслуги перед Рыбинском Тюменеву указ императора разрешал до конца жизни носить мундир городского головы. 
В 1842 году образовали Рыбинскую судоходную расправу (компанию) - она следила за соблюдением правил судоходства и занималась улучшением российских судоходных рек. Первым ее председателем назначили 65-летнего Тюменева. В этой должности и в мундире Управления путей сообщения его изобразил шведский художник Карл Мазер.
Умер 22 декабря (3 января по новому стилю) 1861 года в Рыбинске. 

### Благотворительность
Будучи городским головой, Фёдор Ильич часть прибыли безвозмездно перечислял в городской бюджет. 
Построил на Георгиевском кладбище Рыбинска богадельню. В двухэтажном каменном здании «помещали престарелых нищих, не имеющих пристанища. И незаконнорожденных младенцев из ближних селений и деревень для призрения и воспитания».
По инициативе Тюменева на Волжской набережной (в районе Стрелки) установили гранитные тумбы с решетками, которые сохранились до настоящего времени. 
На его деньги издан первый краеведческий труд в Ярославской области: книга протоиерея и краеведа Матвея Гомилевского «Описание города Рыбинска» (1837). По замечаниям самого Гомилевского, Тюменев не только снабдил автора статистическими материалами, но и фактически заказал написание этой книги. 
Его внук - Николай Ионович Тюменев - по праву считается главным попечителем церквей Рыбинска. Всю жизнь жертвовал на богадельни, иконостасы, колокольни и дорогих архитекторов для храмов Рыбинска. По документам, он вложил в богоугодные дела больше, чем любой другой городской купец. Называют сумму в сто тысяч, а в пересчете на современные деньги - восемь миллиардов рублей.
- Награждён четырьмя золотыми медалями на анненской и владимирской лентах и орденом Святой Анны, имел знак пансионера ордена Святой Анны.